# جونيور نجيدي
جونيور نجيدي (بالفرنسية: Junior Ngede)‏ (ولد في 5 فبراير 1998 في ياوندي، الكاميرون) لاعب كرة قدم كاميروني يجيد اللعب في مركز قلب الدفاع. يلعب حاليا لصالح النهضة العماني منذ 2023.